# Bobin Jon Michael Eirth
Bobin Jon Michael Eirth (25 de marzo de 1973, Ohio), también conocido como B'eirth y B'ee, es un músico y luthier, cantante principal, intérprete y compositor de los proyectos de neofolk In Gowan Ring y Birch Book.

## Biografía
Se crio en una familia mormona en los Grandes Lagos, hijo de padre californiano y madre canadiense, y ha vivido en varios lugares alrededor del mundo como Salt Lake City, Leipzig y Praga. Uno de sus pseudónimos, B'ee, proviene del oficio de su padre, apicultor.
Formó su proyecto musical In Gowan Ring a principios de los 90, teniendo la primera actuación en 1991 en Provo, Utah. El nombre de la banda viene de gowan, una palabra del inglés antiguo para la margarita. Publicó el primer álbum en 1994, Love Charms, con un prominente sonido de folk psicodélico. En 2005, B'ee comenzó un proyecto paralelo, Birch Book, con un acercamiento más directo y personal a la música folk. Actualmente, sigue trabajando y actuando para ambos proyectos, lanzando nueva música cada luna llena como las Moonlit Missives.
Toca varios instrumentos como la guitarra, la cítara, el arpa y la flauta, algunos de los cuales son diseñados y construidos por él mismo.. Ha liderado otros proyectos musicales, como B'eirth's Pscikadilik Psyrkuz, Mary Throwing Stones, colaborado con el grupo de folk alemán Faun en el disco en directo Faun & The Pagan Folk Festival - Live y con la banda de neofolk marcial industrial Blood Axis, bajo el nombre de Witch-Hunt.

## Discografía
B'ee ha publicado los siguientes álbumes de estudio a través de sus diferentes proyectos musicales.

#### In Gowan Ring
- Love Charms – (World Serpent, 1994)
- The Twin Trees – (World Serpent, 1997)
- The Glinting Spade – (Bluesanct, 1999)
- Hazel Steps Through a Weathered Home – (Bluesanct, 2002)
- Visions of Shadows That Shine (2015)
- The Serpent and the Dove – (Les Disques du 7ème Ciel, 2015)

#### Birch Book
- Birch Book – (Lune Music, 2005)
- Fortune & Folly – (Helmet Room Recordings, 2006)
- A Hand Full Of Days – (Little Somebody Records, 2009)
- Tomorrow's Sun Will Rise The Same - (Birch Book Self-released, 2010)
- Heart Star Gift - (Lune Musick, 2021)